# Ohridohauffenia drimica
Ohridohauffenia drimica là một loài ốc rất nhỏ nước ngọt có nắp, là động vật chân bụng sống dưới nước động vật thân mềm trong họ Hydrobiidae, the river snails. Loài này đã tuyệt chủng.

## Phân bố
This river snail was đặc hữu của the Ohrid Lake và sông Drim in the Cộng hòa Macedonia, in the European subcontinent.